# Маркова, Елена Викторовна
Елена Викторовна Маркова (19 октября 1946 — 22 июля 2014, Санкт-Петербург, Россия) — советский и российский театровед, педагог, автор книг и учебных пособий, профессор кафедры зарубежного искусства СПбГАТИ. Автор единственной в мире монографии о французском миме Марселе Марсо.

## Биография
Родилась в семье военного. Детство прошло в ГДР. Позднее семья переехала в Ленинград.
После школы училась на вечернем отделении Хореографического училища имени Вагановой, но позднее покинула его из-за травмы ног.
В 1970 окончила театроведческий факультет ЛГИТМиК (ныне СПбГАТИ).
Член Союза театральных деятелей с 1973 г. В 1976—1980 работала педагогом по технике современной пантомимы в экспериментальном классе ЛГИТМиКа, преподавала пантомиму в студиях Ленинграда.
Кандидат искусствоведения (1987), тема диссертации «Проблемы развития современной зарубежной пантомимы». С 1988 профессор кафедры зарубежного искусства СПбГАТИ.
Работала экспертом Национальной театральной премии «Золотая маска», была членом жюри многих театральных фестивалей («Онежская маска», «Брянцевский фестиваль», «Рождественский парад», «Театр начинается», «Встречи на Моховой» и др.).
Член жюри фестивалей пантомимы в Казани, Риге, Пензе, Челябинске, Москве, Ленинграде, Горьком (Н.Новгород), Кривом Роге, интернет-фестиваля «Белая маска».
Постановщик пластики ряда спектаклей в драматических театрах и театрах кукол.
Умерла 22 июля 2014 года после тяжелой болезни.

## Семья
Елена Маркова была замужем за писателем Александром Житинским. У неё две дочери: Мария и Александра. Внучка — Ксения.

## Книги
- «Марсель Марсо». Л., 1975 (второе издание в 2013 г.);
- «Современная зарубежная пантомима». М., 1985;
- «Off Nevsky Prospekt St Petersburg’s studios in the 1980s and 1990s». London, 1998;
- «Пантомима XX века. Сценарии и описания». СПб., 2006;
- Этьен Декру: Теория и школа «mime pur». СПб.: СПБГАТИ, 2008;
- «Уроки пантомимы: Учебное пособие». М., 2012.